# 캠퍼밴

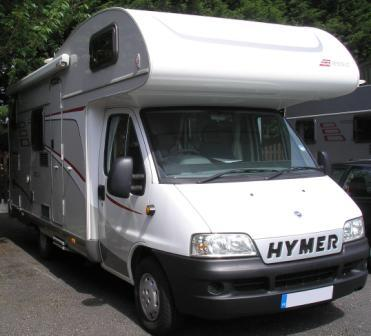
하이머 캠퍼밴의 모습.

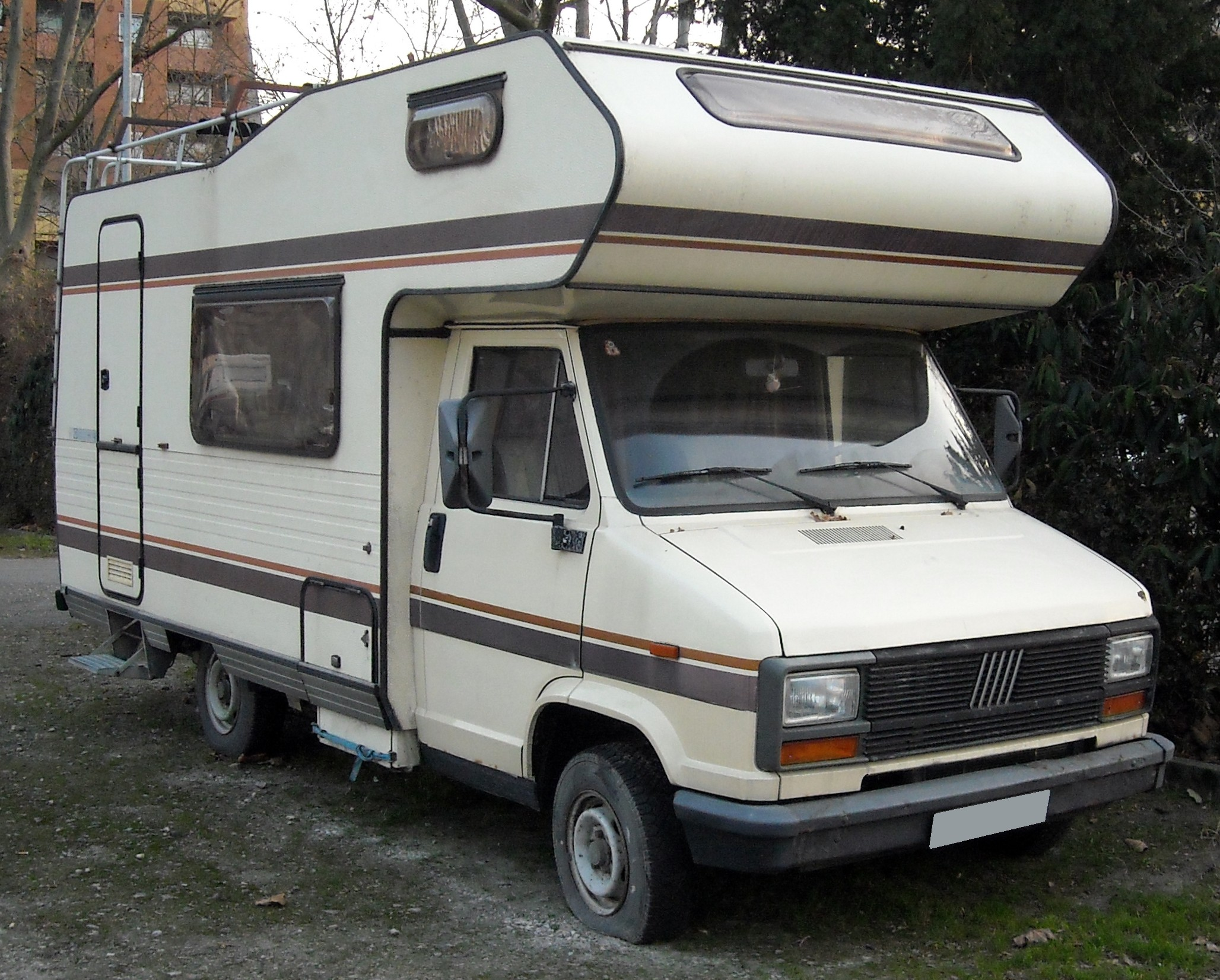
캠퍼밴의 모습.

캠퍼밴(영어: campervan, camper van)은 자동차 캠핑에 이용하는 자동차를 말한다. 대형 트레일러, 버스에 화장실과 욕실을 갖춘 것에서부터 소형 트럭에 캠퍼 셀(camper shell)을 얹어놓은 것까지 여러 형태가 있다. 특히 국토가 넓은 미국, 캐나다, 오스트레일리아에서 성행하고 있으며, 육로를 이용하여 다른 나라에 갈 수 있는 유럽에서도 많이 이용되고 있다. 관광 수요가 높은 뉴질랜드에도 캠퍼밴이 많이 보급되어 있다고 KBS 1TV의 걸어서 세계속으로를 통해 소개된 바 있다. 다만, 대한민국에서는 차량 개조를 엄격하게 규제하고 있기 때문에 보급이 계속 늦추어진 상태다. 캠퍼밴은 주로 주방, 욕실, 침실, 거실을 갖추고 있다.
대형버스나 컨테이너 트럭을 개조한 캠퍼밴은 너비 6m(3단 접이식) 길이 15m까지 가능해 가정집과 거의 비슷한 크기의 주거공간이 확보된다.

## 대한민국
캠핑용자동차는 제작·튜닝시 자동차관리법령상의 차종분류 기준에 따라 승용·승합·특수차로 등록·관리하고 있다. 2020년 5월  27일부터   ‘자동차 튜닝에 관한 규정(고시)’을 개정· 화물차에 설치하는 경우 별도 개념으로 화물차 용도를 유지하면서 물품적재 장치에 캠퍼를 설치할 수 있게 됐다.
법이 개정되며 국내에서도 캠핑카렌트 사업이 확대되고 있다.국내에서는 앱과 웹을 통해서 전국 캠핑카를 예약할 수 있는 캠고잉이 출시되어 많은 캠퍼들이 이용한다고 한다.

## 참고 자료
- 이 문서에는 다음커뮤니케이션(현 카카오)에서 GFDL 또는 CC-SA 라이선스로 배포한 글로벌 세계대백과사전의 내용을 기초로 작성된 글이 포함되어 있습니다.

## 같이 보기
- 미니밴(MPV)
- 레크리에이션 차량(RV)
- 스포츠 유틸리티 자동차(SUV)